# Тину Ийм
Тину Ийм (рос. Тыну Освальдович Ыйм, ест. Tõnu Õim; 16 липня 1941, с. Раазіку, волость Раазіку, повіт Гар'юмаа) — радянський і естонський шахіст. Перший шахіст, який став дворазовим чемпіоном світу з кореспонденційних шахів (1977-1983 і 1994-1999). Крім двох чемпіонств, високі місця посідав на інших світових першостях: 6-те місце в циклі 1985-1990 і 5-те місце у 2001-2004 роках. Чемпіон Європи з кореспонденційних шахів у складі збірної СРСР (1973-1983). Майстер спорту СРСР (1966), майстер (1975) і гросмейстер ІКЧФ (1981).
Перші тренери: Фелікс Віллард, а пізніше в Палаці піонерів Нимме — Юрій Рандвійр. Чемпіон республіки серед школярів 1959 року. Розпочинав з очної гри, після 1960-х зосередився на шахах за листуванням.
За опитуванням читачів часопису «Chess Mail» 2001 року Ийм визнаний найкращим заочним шахістом XX сторіччя. Нагороджений Орденом Естонського Червоного Хреста IV класу (2001).